# Rubidiumoxalat
Rubidiumoxalat ist das Rubidiumsalz der Oxalsäure.

## Herstellung
Rubidiumoxalat kann aus Rubidiumcarbonat und Oxalsäure hergestellt werden.
{\displaystyle \mathrm {Rb_{2}CO_{3}+(COOH)_{2}\longrightarrow Rb_{2}(COO)_{2}+H_{2}O+CO_{2}\uparrow } }
Es entsteht auch bei der thermischen Zersetzung von Rubidiumformiat.
{\displaystyle \mathrm {2\ HCOORb\ {\xrightarrow {\ \Delta \ }}\ \ (COO)_{2}Rb_{2}+H_{2}\uparrow } }

## Eigenschaften
Rubidiumoxalat kristallisiert als Monohydrat (COO)2Rb2 im monoklinen Kristallsystem. und ist isomorph zum Kaliumoxalat-Monohydrat. Vom Anhydrat existieren bei Raumtemperatur zwei Modifikationen: Eine Modifikation ist monoklin und isotyp zu Caesiumoxalat, die andere ist orthorhombisch und isotyp zum Kaliumoxalat. Frisch hergestelltes wasserfreies Rubidiumoxalat enthält zunächst hauptsächlich die monokline Phase, diese wandelt sich jedoch langsam irreversibel in die orthorhombische Modifikation um. 2004 wurden zwei weitere Hochtemperaturphasen von Rubidiumoxalat entdeckt.
Kristalldaten der verschiedenen Modifikationen von Rubidiumoxalat:
| Modifikation | Kristallsystem | Raumgruppe | a in Å | b in Å | c in Å | β       | Z |
| ------------ | -------------- | ---------- | ------ | ------ | ------ | ------- | - |
| Alpha        | monoklin       | P21/c      | 6,328  | 10,455 | 8,217  | 98,016° | 4 |
| Beta         | orthorhombisch | Pbam       | 11,288 | 6,295  | 3,622  | —       | 2 |
| Monohydrat   | monoklin       | C2/c       | 9,617  | 6,353  | 11,010 | 109,46° | 4 |

Die Standardbildungsenthalpie des kristallinen Rubidiumoxalates beträgt 1325,0 ± 8,1 kJ/mol.
Die Zersetzung von Rubidiumoxalat unter Freisetzung von Kohlenmonoxid sowie in weiterer Folge Kohlendioxid und Sauerstoff findet bei 507–527 °C statt.
{\displaystyle \mathrm {(COO)_{2}Rb_{2}\ {\xrightarrow {\ \Delta \ }}\ \ Rb_{2}CO_{3}+CO\uparrow } }
{\displaystyle \mathrm {Rb_{2}CO_{3}\ {\xrightarrow {\ \Delta \ }}\ \ Rb_{2}O+CO_{2}\uparrow } }
{\displaystyle \mathrm {2\ Rb_{2}O\ {\xrightarrow {\ \Delta \ }}\ \ 4\ Rb+O_{2}\uparrow } }
Neben dem neutralen Rubidiumoxalat existiert auch ein Hydrogenoxalat mit der Formel RbH(COO)2, das isomorph zu entsprechenden Kaliumverbindung ist und monokline Kristalle bildet, sowie ein saures Tetraoxalat mit der Formel RbH3(COO)4, das als Dihydrat kristallisiert, bei 18 °C eine Dichte von 2,125 g/cm3 und bei 21 °C eine Löslichkeit von 21 g/l besitzt.
Rubidiumoxalat bildet beim Eindampfen einer Lösung in Wasserstoffperoxid ein Monoperhydrat der Zusammensetzung (COO)2Rb2·H2O2, das monokline Kristalle bildet, die an der Luft relativ stabil sind.
Mit Fluorwasserstoff reagiert Rubidiumoxalat unter Bildung einer Komplexverbindung.
{\displaystyle \mathrm {(COO)_{2}Rb_{2}+2HF\ \longrightarrow \ \ (COO)_{2}HRb\cdot HF+RbF} }